# Gerhard Schädler
Gerhard Schädler (* 13. September 1960 in Muri AG) ist ein ehemaliger liechtensteinisch-schweizerischer Fussballspieler.

## Karriere

### Verein
Seine Vereinslaufbahn ist bis auf Stationen bei den Schweizer Vereinen FC Glarus und FC Hägglingen unbekannt.

### Nationalmannschaft
Schädler gab sein Länderspieldebüt für die liechtensteinische Fussballnationalmannschaft am 30. Mai 1990 beim 1:4 gegen die Vereinigten Staaten im Rahmen eines Freundschaftsspiels. Sein zweites Länderspiel absolvierte er am 12. März 1991 beim 0:6 im Freundschaftsspiel gegen die Schweiz.